# Andersonia leptura
Andersonia leptura е вид лъчеперка от семейство Amphiliidae. Видът е незастрашен от изчезване.

## Разпространение
Разпространен е в Етиопия, Мали, Нигер, Нигерия, Чад и Южен Судан.

## Описание
На дължина достигат до 4,6 cm.